# Тайный поклонник
«Тайный поклонник» (англ. Secret Admirer) — американская молодёжная романтическая комедия 1985 года с Си Томасом Хауэллом, Келли Престон и Лори Локлин в главных ролях. Режиссёрский дебют в полнометражном кино Дэвида Гринуолта. Музыку к фильму написал композитор Ян Хаммер.

## Сюжет
Майкл Райан в последний учебный день перед летними каникулами обнаруживает в своём школьном шкафчике анонимное любовное послание. Майкл одержим школьной красавицей Деборой и начинает представлять, что это письмо было от неё. Поверить в это ему помогают и его друзья. Майкл дружит с девушкой по имени Тони, которая предлагает ему написать Деборе своё анонимное признание в любви. Майкл пишет такое письмо и просит Тони передать его Деборе, поскольку девушки дружат. Тони же, раздираемая любопытством, вскрывает конверт. Внутри она обнаруживает ужасное признание в любви, списанное с поздравительных открыток. Девушка переписывает это письмо по-своему и передаёт его Деборе, как письмо от некоего анонимного поклонника. Хотя у Деборы есть взрослый ухажёр, прочитав такое красивое и романтическое письмо, она влюбляется в его автора. Майкл же пишет ещё одно письмо, которое Тони также подменяет. В конце концов, она организует Майклу и Деборе свидание в парке. Дебору поначалу смущает, что такие красивые письма написал Майкл, который ранее никак себе не проявлял. Тем не менее, теперь девушка начинает проявлять интерес к нему и забывает о своём ухажёре.
Параллельно развивается история родителей Майкла и Деборы, которые находят любовные письма своих детей, но воспринимают их неправильно. Отец Майкла начинает считать, что это так мама Деборы флиртует с ним, а той в свою очередь кажется, что это отец Майкла заигрывает с ней. Попутно мать Майкла и отец Деборы подозревают свои вторые половинки в измене.
Приближается день рождения Майкла. Дебора по этому поводу устраивает большую вечеринку дома у Тони, так как у той родители на время уехали. Дебора планирует в этот вечер подарить Майклу себя, однако из этого ничего не выходит. Майкл обнаруживает, что Дебора слишком поверхностная и совсем не такая, какой он её себе представлял. Майкл по-прежнему считает её самой красивой девушкой на свете, но быть в её компании уже не хочет. Он понимает, что ему приятнее общество Тони. Майкл расстаётся с Деборой, одновременно узнав, что письма, которые он писал для неё, были подменены Тони. Майкл сравнивает почерк этих писем с письмом, полученным им в последний день школьных занятий, и понимает, что это Тони написала ему то признание в любви. Спешно Майкл отправляется на причал, откуда Тони должна отплыть на учёбу, поскольку лето заканчивается и в новом учебном году она будет учиться в другой школе.

## В ролях
| Актёр           | Роль               |
| --------------- | ------------------ |
| Си Томас Хауэлл | Майкл Райан        |
| Келли Престон   | Дебора Энн Фимпл   |
| Лори Локлин     | Тони Уильямс       |
| Фред Уорд       | лейтенант Лу Фимпл |
| Ди Уоллес       | Конни Райан        |
| Клифф Де Янг    | Джордж Райан       |
| Ли Тейлор-Янг   | Элизабет Фимпл     |
| Кэйси Семашко   | Роджер Деспард     |
| Скотт МакГиннис | Стив Пауэрс        |
| Кори Хэйм       | Джефф Райан        |
| Кортни Гейнс    | Даг                |
| Джанет Кэрролл  | мама Тони          |

## Рецензии
Фильм был встречен сдержанно. На сайте Rotten Tomatoes рейтинг «свежести» фильма 30 % на основе 10 рецензии. На сайте Metacritic у фильма 46 баллов из 100 на основе мнения 9 критиков.
В мае 1985 года газета Los Angeles Times провела опрос среди группы подростков, с целью выяснить какие из предстоящих к выпуску этим летом фильмов им интересны. Молодым людям был показан трейлер фильма «Тайный поклонник». Нужно было оценить фильм по шкале от A до F и сообщить планируют ли они идти на него в кино. Мнения опрашиваемых разделились, фильм получил оценку C.
Джанет Мэслин из The New York Times предположила, что фильм, возможно, мог казаться смешным его создателям на этапе задумки, когда есть некое романтическое письмо, которое попадает в чужие руки и тем самым создаёт различные недоразумения. «Единственным лучом света» в фильме Мэслин назвала игру Фреда Уорда, который неожиданно показал свой комедийный талант. TV Guide оценил фильм на 1 звезду из 5, описав его как смесь театрального фарса и подростковой секс-комедии. Сара Бантинг в своей ретроспективной рецензии для Slant Magazine отметила, что не всё в фильме было плохо.